# Rogojel (okręg Kluż)
Rogojel – wieś w Rumunii, w okręgu Kluż, w gminie Săcuieu. W 2011 roku liczyła 624 mieszkańców.